# Всемирный лютеранский конвент
Всемирный лютеранский конвент (англ. Lutheran World Convention, нем. Lutherischer Weltkonvent) — международное объединение лютеранских и унионистских религиозных организаций в 1923—1947 годах.

## История
В 1923 году на сессии конвента в Айзенахе делегаты поместных лютеранских церквей приняли т. н. доктрину церквей-членов конвента. Священное Писание Ветхого и Нового Заветов признавалось единственным источником и нормой всякого церковного учения и практики, а вероисповедные документы лютеранской церкви, особенно Аугсбургское исповедание и Малый катехизис Лютера, должны были служить разъяснениями Слова Божия. В конституции конвента было также положение о признании трех Символов веры: Апостольского, Никео-Константинопольского и Афанасиева. Деятельность конвента сводилась к разрешению конфликтов между церквами, содействию академическим обменам и материальной помощи (в том числе лютеранской семинарии в Ленинграде). Конвент оплатил переезд российских немцев, после гражданской войны нашедших убежище в Маньчжурии, в страны Южной Америки. С установлением нацистской диктатуры в Германии участие представителей её поместных лютеранских церквей в конвенте прекратилось, однако выросло влияние скандинавских церквей. В июле 1945 года член Исполкома конвента Михельфельдер, представлявший Американскую лютеранскую церковь, прибыл в Женеву для восстановления контактов с лютеранами Европы и оказания им гуманитарной помощи. Подготовленная под его руководством 4-я сессия конвента, проходившая с 30 июня по 6 июля 1947 года в Лунде, постановила реорганизовать конвент во Всемирную лютеранскую федерацию и одобрила новую конституцию, определившую формы межцерковного сотрудничества на постоянной основе.

## Руководство
Высший орган — сессия, между сессиями — исполнительный комитет, высшее должностное лицо — президент конвента.

## Коллективные члены
Конвент объединял церкви из 22 стран:
- Австрия — Евангелическая церковь аугсбургского и гельветического исповеданий Австрии
- Бразилия — Евангелическая церковь лютеранского исповедания Бразилии
- Венгрия — Евангелическо-лютеранская церковь Венгрии
- Дания — Датская народная церковь
- Германия
  - Евангелическо-лютеранская церковь Шлевзиг-Гольштейна
  - Евангелическо-лютеранская церковь Ганновера
  - Евангелическо-лютеранская церковь Саксонии
  - Евангелическо-лютеранская церковь Баварии
  - Евангелическо-лютеранская церковь Вюртемберга
  - Евангелическо-лютеранская церковь Тюрингии
  - Евангелическо-лютеранская церковь Ольденбурга
  - Евангелическо-лютеранская церковь Мекленбурга
  - Евангелическо-лютеранская церковь Брауншвейга
  - Евангелическо-лютеранская церковь Шаумбург-Липпе
  - Евангелическо-лютеранская церковь Гамбурга
  - Евангелическо-лютеранская церковь Любека
  - Евангелическая церковь Анхальта
  - Евангелическая церковь Бадена
  - Евангелическая церковь Бремена
  - Евангелическая церковь Вальдека
  - Евангелическая церковь Гессена
  - Евангелическая церковь Кургессена
  - Евангелическая церковь Пруссии
  - Евангелическая церковь Франкфурта-на-Майне
  - Церковь Липпе
- Вольный город Данциг — Синодальный союз Данцига
- Исландия — Исландская народная церковь
- Латвия
  - Евангелическо-лютеранская церковь Латвии
  - Немецкая евангелическо-лютеранская церковь Лавтии
- Литва
  - Евангелическо-лютеранская церковь Литвы
  - Синодательный союз Мемельланда
- Норвегия — Церковь Норвегии
- Польша
  - Евангелическо-аугсбургская церковь Польши
  - Евангелическо-унионистская церковь Польши
  - Евангелическая церковь Аугсбургского и Гельветического исповеданий в Малопольше
- Румыния — Евангелическая церковь Румынии аугсбургского исповедания
- СССР — Евангелическо-лютеранская церковь СССР
- США
  - Объединённая лютеранская церковь Америки
  - Норвежская лютеранская церковь Америки
  - Объединённая датская евангелическо-лютеранская церковь
  - Финская евангелическо-лютеранская церковь Америки
  - Датская евангелическо-лютеранская церковь Америки
  - Августинская евангелическая церковь Америки
  - Исландский синод
- Финляндия — Евангелическо-лютеранская церковь Финляндии
- Франция
  - Церковь Аугсбургского исповедания Эльзаса и Лотарингии
  - Евангелическо-лютеранская церковь Франции
- Чехословакия
  - Немецкая евангелическая церковь Богемии, Моравии и Силезии
  - Евангелическая церковь чешских братьев
  - Евангелическая церковь Аугсбургского исповедания в Словакии
- Швеция — Церковь Швеции
- Эстония — Эстонская евангелическо-лютеранская церковь
- Югославия — Евангелическая церковь аугсбургского исповедания Югославии

## Сессии
- 1923: Айзенах;
- 1929: Коопенгаген;
- 1935: Париж;
- 1946: Упасала.

## Президенты конвента
- Август Мараренс (1935—1945)
- Эрлинг Эйдем (1945—1947)[4]